# Juego del diccionario

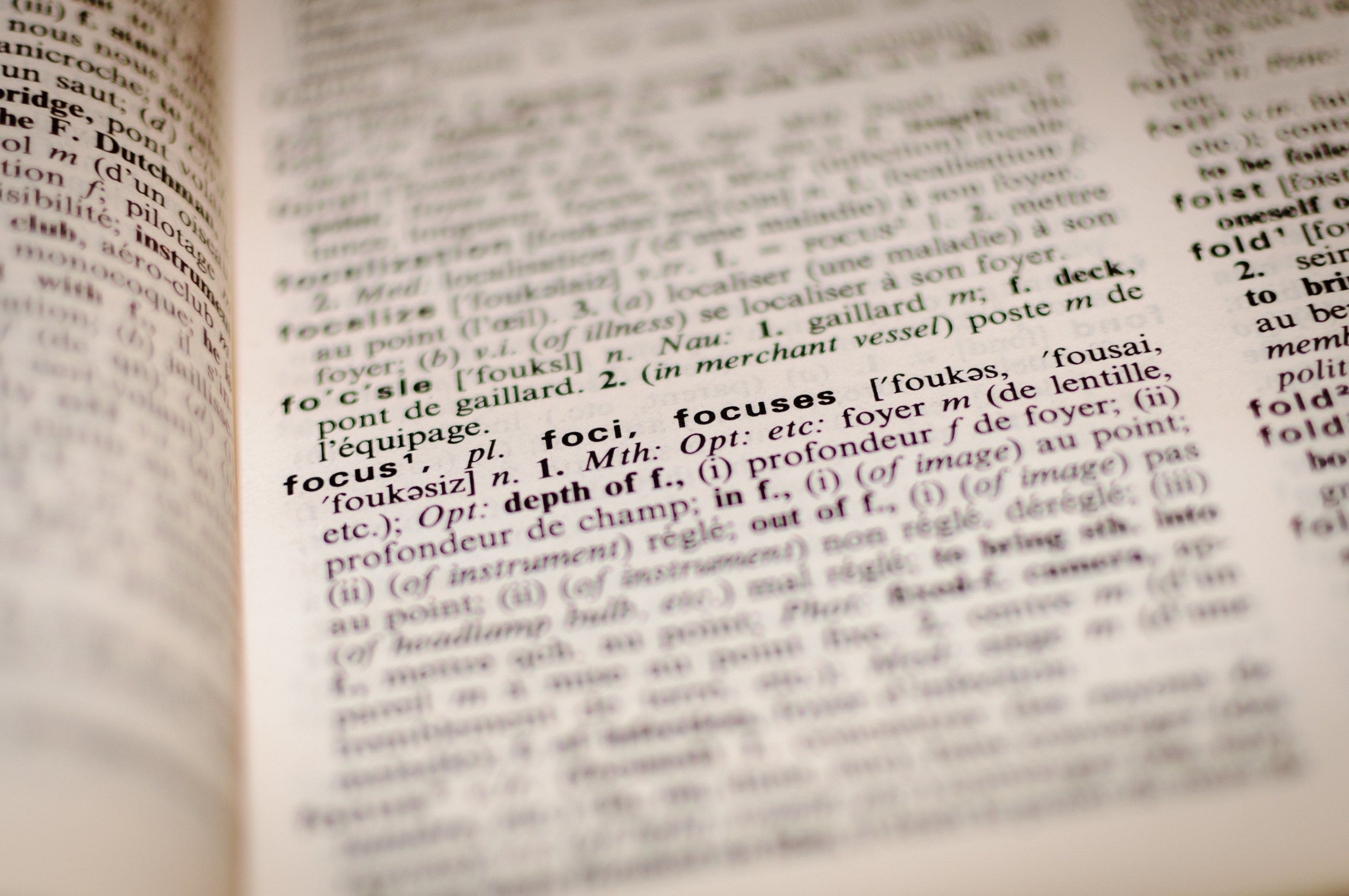
Diccionario.

El juego del diccionario es un juego de mesa en el que es necesario utilizar un diccionario de la lengua. El juego exige un mínimo de tres jugadores, pero lo ideal es jugarlo en grupos numerosos. Para jugar se necesita un folio (hoja de papel) por cada jugador así como un lápiz o bolígrafo. 

## Reglas de juego
Se juega por turnos. El primer jugador coge el diccionario y elige una palabra, a ser posible poco conocida, anunciándola en voz alta y transcribiendo secretamente la definición sobre su propio folio. El jugador que tiene el diccionario hará la función de moderador o "lector" por ese turno.
Cada uno de los otros jugadores procede a escribir sobre su propio folio una hipotética definición del término elegido. Al final del juego no es relevante que la definición propuesta por los jugadores corresponda, ni siquiera parcialmente, a la definición exacta. Tiene que ser verosímil y por tanto cuenta, por ejemplo, el estilo en que viene escrita. Aunque si se conoce el significado de la palabra elegida por el "moderador", el jugador tratará de escribir su significado lo más cercano posible al significado real, de esta manera podrá obtener doble puntuación ya que demostrará que conoce el significado de una palabra "difícil" elegida por el moderador. 
Terminada esta fase, los jugadores entregan sus propios folios (plegados para que no vean el texto los otros jugadores) al que ha elegido el término. Este lee en voz alta, al azar y si es posible de espaldas a los jugadores todas las definiciones propuestas, incluyendo entre ellas la definición verdadera tomada del diccionario (habiendo previamente aprendido a leer correctamente qué han escrito los demás, para no mostrar desentendimiento de lo que se lee).  
Todos los otros jugadores deberán votar la definición que creen que es la verdadera. Se puede incluso votar la propia definición para engañar al resto de jugadores. Cuando todos los jugadores han votado, se procede al recuento de puntos como sigue: 
- cada jugador que ha acertado la definición obtiene un punto.
- cada jugador gana un punto extra por cada voto obtenido de un adversario.
- el moderador de ese turno gana un punto por cada jugador que no haya acertado con la contestación correcta.

Gana la partida el jugador que haya obtenido mayor número de puntos al final de las rondas acordadas. Debido a que el jugador de turno gana puntos por un sistema distinto al resto, cada partida debe tener un número de turnos múltiplo del número de jugadores. Es decir: todos tienen que tener el diccionario el mismo número de veces.

## Variantes
Existen variantes en las que se puede puntuar con diferente valor el hecho de acertar, el hecho de que a uno le voten, etc.
En el App Store se ha publicado Fictionary Game, que es el juego del diccionario pero para dispositivos iOS. Es un juego “Pass and Play”, es decir, se juega con un solo dispositivo que se lo van pasando los jugadores entre sí. La aplicación permite jugar sin necesidad de usar papel, lápiz ni diccionario, está todo contenido dentro del juego. La aplicación incluye una cuidadosa selección de más de 600 palabras junto con sus definiciones. 
- Datos: Q472991